# Clube Democrático Memorial Alice B. Toklas
O Alice B. Toklas LGBT Democratic Club é um comitê de ação política norte-americano para democratas gays, lésbicas, bissexuais e transgêneros (LGBT). Fundado em 1971 pelas ativistas Del Martin e Phyllis Lyon, Alice foi a primeira organização para democratas gays dos Estados Unidos.. Seu nome é em homenagem à escritora feminista Alice B. Toklas.